# Фотонно-нейтронний аналіз
Фотонно-нейтронний аналіз (рос. фотонно-нейтронный анализ, англ. photon-neutron analysis; нім. Photoneutronenanalyse f) – вимірювання нейтронного випромінювання, яке виникає внаслідок взаємодії γ-випромінювання від зовнішнього джерела з ядрами атомів хімічних елементів, які визначаються. 

## Застосування
Фотонно-нейтронний аналіз широко застосовується для визначення берилію в гірських породах, рудах і продуктах їх переробки. Крім того, використовується для визначення дейтерію.